# The Last Temptation of Krust
«The Last Temptation of Krust» (рус. Последнее искушение Красти) — пятнадцатый эпизод девятого сезона мультсериала «Симпсоны». Впервые вышел в эфир 22 февраля 1998 года. Сценарий написал Доник Кэрри, а режиссёром серии стал Майк Андерсон.

## Сюжет
Симпсоны отправляются в Спрингфилдский универмаг, чтобы купить детям новую обувь. Там они узнают, что скоро в Спрингфилде состоится благотворительный юмористический концерт. На нём будут присутствовать многие известные комики, включая Джея Лено. Однако Барт замечает, что в списке гостей нет клоуна Красти, любимого клоуна Барта. При помощи Джея Лено Барт по телефону убеждает Красти выступить на концерте. Но там Красти ждёт провал — его «бородатые» шутки никого не впечатлили! Остальные комики боятся, что Красти своим творчеством дискредитирует их, и прогоняют Красти с концерта.
На следующий день Красти, прочитав в газете разгромную критику своего творчества, от обиды уходит в запой: в собственном шоу его заменяет Кент Брокман. Барт тут же находит Красти на лужайке Фландерсов и буквально относит его в свою комнату. Позже Барт приглашает Джея Лено к себе домой, чтобы помочь Красти вернуться в своё русло. Но все советы не помогают Красти снова стать смешным, и тогда Красти решает уйти из шоу-бизнеса. Во время своей прощальной речи он разоряется по поводу современных стенд-ап-комиков и повторяет их шутки, чем очень веселит публику. И тогда Красти решает опять вернуться в шоу-бизнес — но уже в роли стенд-ап-комика, а не клоуна.
Первое выступление Красти состоялось в Таверне Мо, где его ждал успех и признание. Тем временем некие два продавца предлагают Красти рекламировать машину «Каньенеро». Поначалу кажется, что Красти откажется от этой затеи, но уже на следующем выступлении Красти вовсю хвалит машину, что не нравится посетителям, и Красти покидает сцену. Поначалу Барт недоволен резкой сменой стиля Красти, но когда клоун предложил ему прокатиться на «Каньенеро», Барт понял, почему Красти бросил стенд-ап-карьеру…